# Behterșciîna, Velîka Bahacika
Behterșciîna (în ucraineană Бехтерщина) este un sat în comuna Șîroka Dolîna din raionul Velîka Bahacika, regiunea Poltava, Ucraina.

## Demografie
Componența lingvistică a localității Behterșciîna
     Ucraineană (98,65%)
     Rusă (1,35%)
Conform recensământului din 2001, majoritatea populației localității Behterșciîna era vorbitoare de ucraineană (98,65%), existând în minoritate și vorbitori de rusă (1,35%).